# 유니버시티 칼리지 더블린
유니버시티 칼리지 더블린(University College Dublin - National University of Ireland, Dublin)은 아일랜드의 수도 더블린에 위치한 아일랜드를 대표하는 국립대학교이다.
한국어로는 "더블린 아일랜드 국립대학교" 혹은 "국립 더블린 대학교" 로 불리며 영어로는 머리글자를 따 "UCD - NUID" 혹은 "UCD, Ireland" 라고도 불린다.
유니버시티 칼리지 더블린의 전신은 1854년 가톨릭교회 추기경 존 헨리 뉴먼에 의해 설립된 Catholic University of Ireland이며 1880년에 재편성되었으며 1908년 National University of Ireland, Dublin으로 교명이 변경되었고 또 다시1997년 현재의 정식 교명인 "University College Dublin - National University of Ireland, Dublin"으로 변경되었다. 유니버시티 칼리지 더블린은 아일랜드 내 국립대학 연합체인 National University of Ireland 연합에 속한 4개의 국립대학 중 가장 크고 수준 높은 대학이며 Trinity College Dublin, Dublin City University와 더불어 아일랜드를 이끄는 상위3개의 대학교 중 하나로 성장하였다.
유니버시티 칼리지 더블린은 148 헥타르 (370에이커)의 대규모의 캠퍼스를 갖고있으며, 위치는 더블린 시내에서 남쪽으로 4km 떨어진 Belfield에 위치해 있어 시내 접근이 용이하다. 2012년 기준으로, 교내에는 학사 석사 박사 과정을 통틀어 24000명의 학생들이 수학하고 있으며, 이 중에서 외국인학생의 비율은 약 20% 정도로 높은 편에 속한다. 5개의 단과대학이 있고 그 아래에는 34개 학과와 18개 부설 연구기관들이 있으며 광범위한 분야에서 학사,석사,박사 학위를 제공하고있다..
유니버시티 칼리지 더블린의 경영대학인 Quinn School of Business는 유럽내에서 뿐만 아니라 세계적으로 인정받는 명실상부한 경영대학으로, 세계 유명기업들과 연계되어 있어 매년 대부분의 재학생들에게 세계적인 기업에서의 인턴경험을 제공하고 있다. 특히 유니버시티 칼리지 더블린의 경영학 석사과정인 Michael Smurfit MBA school은 세계적으로 유명한 MBA 스쿨이다. 또한, 유니버시티 칼리지 더블린은 세계 3대 학위인증인 EQUIS, AMBA, AACSB를 모두 취득한 전 세계 22개 대학교 중 하나이다.
유니버시티 칼리지 더블린은 아일랜드의 독립이래 8명의 대통령 중 4명을 배출하는 등, 수많은 아일랜드 정치계 인사들을 배출하였으며, 그밖에 세계적으로 수많은 유명기업들의 CEO와 정치인들을 배출해냈다.
현재 유니버시티 칼리지 더블린은 전 세계의 여러 대학교들과 교류협정을 맺고있으며, 대한민국에서 교류협정이 되어있는 대학교로는 서울대학교, 고려대학교가 있다.

## 순위
유니버시티 칼리지는 유럽 및 세계순위에서 아래와 같은 순위를 기록하였다.
- 2011년 파이낸셜 타임즈지 세계 MBA 순위 ( Financial Times Global MBA Ranking 2011 ) - 78위
- 2010년 파이낸셜 타임즈지 유럽지역 MBA 순위 ( Financial Times European MBA Rankings 2010 ) - 유럽 30위
- 2010년 이코노미스트지 정규 MBA 순위 ( The Economist (Full-Time MBA Ranking2010) ) - 31위
- 2012-2013년 타임지 세계 대학순위 ( Times Higher Education World University Rankings 2012-2013 ) - 세계순위 187위, 유럽 88위
- 2012년 영국 QS 세계 대학 평가 ( QS World University Rankings 2012 ) - 세계순위 131위
- 2010년 파이낸셜 타임즈지 유럽지역 비지니스 스쿨 순위 ( Financial Times European Business School Rankings 2010 )- 유럽30위

## 단과대학 및 학과 목록
- College of Arts & Celtic Studies
  - School of Archaeology
  - School of Art History & Cultural Policy
  - School of Classics
  - School of English, Drama & Film
  - School of History & Archives
  - School of Irish, Celtic Studies, Irish Folklore & Linguistics
  - School of Languages & Literatures
  - School of Music

- College of Business & Law
  - School of Business
  - Quinn School of Business
  - Michael Smurfit Graduate School of Business
  - School of Law

- College of Engineering, Mathematical & Physical Sciences
  - School of Architecture, Landscape & Civil Engineering
  - School of Chemical & Bioprocess Engineering
  - School of Computer Science & Informatics
  - School of Electrical, Electronic & Mechanical Engineering
  - School of Geological Sciences
  - School of Mathematical Sciences
  - School of Physics

- College of Human Sciences
  - School of Applied Social Science
  - School of Economics
  - School of Education
  - School of Geography, Planning & Environmental Policy
  - School of Information & Library Studies
  - School of Philosophy
  - School of Politics & International Relations
  - School of Psychology
  - School of Social Justice
  - School of Sociology

- College of Life Sciences
  - School of Agriculture, Food Science & Veterinary Medicine
  - School of Biology & Environmental Science
  - School of Biomolecular & Biomedical Science
  - School of Chemistry & Chemical Biology
  - School of Medicine & Medical Science
  - School of Nursing, Midwifery & Health Systems
  - School of Public Health, Physiotherapy & Population Science